# روابط خارجی
روابط خارجی به مدیریت روابط میان سازمان اداری یک دولت با دیگر دولت‌ها گفته می‌شود. هدف اصلی چنین سازمان‌هایی ایجاد، توسعه و مدیریت سیاست خارجی و در نتیجه تعریف این روابط از منظر منافع ملی در محیط بین‌المللی می‌باشد.